# 中国国家地质公园

中國國家地質公園標誌

中国国家级地质公园，通称国家地质公园，由中华人民共和国行政管理部门组织专家审定，由中华人民共和国国土资源部正式批准授牌的地质公园。中国国家地质公园是以具有国家级特殊地质科学意义，较高的美学观赏价值的地质遗迹为主体，并融合其它自然景观与人文景观而构成的一种独特的自然区域。

## 簡史
中国國家地質公園計劃是聯合國教科文組織等機構推動的「全球地質景點計劃」的試點計劃。該計劃是首先在1972年在法國巴黎召開的聯合國教科文組織第17屆大會被提出的。1989年正式啟動。中华人民共和国国土资源部在2000年8月正式建立國家地質公園的申報和評審機制。到目前为止，中国大陸已批准建立国家地质公园138处。此外，被聯合國教科文組織列入世界地质公园的中国（包括香港）国家地质公园共计31处。